# Raymond Riotte
Raymond Riotte (Sarry, 16 de febrero de 1940) fue un ciclista francés, que fue profesional entre 1966 y 1975. Durante estos años ganó más de 20 cursas, siendo la victoria más importando la conseguida en una etapa del Tour de Francia de 1967. En esta misma edición, vistió durante un día con el maillot amarillo de líder de la clasificación general. 
Otras victorias destacadas serían una París-Camembert y etapas en la París-Niza, Vuelta en el País Vasco, Gran Premio del Midi Libre y Semana Catalana.

## Palmarés
- 1967 
  - 1º en la Burdeos-Saintes
  - 1º en la Rondo de Seignelay
  - Vencedor de una etapa del Tour de Francia
  - Vencedor de una etapa en el Midi Libre
- 1968
  - 1º en el Premio de Saint-Just
- 1969 
  - 1º en el Premio de la Flecha Auxeroise
  - 1º en Fourchambault
  - 1º en la París-Camembert
  - 1º en el Gran Premio de Saint-Tropez
  - 1º en Maël-Carhais
  - Vencedor de una etapa a la Vuelta en el País Vasco
  - Vencedor de una etapa del Tour norteño
- 1970 
  - 1º en Garancières-en-Beauce
  - 1º en el Premio de Guéret
- 1971 
  - 1º en el Premio de Saint-Claud
  - 1º en el Premio de Melgven
  - 1º en el Premio de Issié
  - Vencedor de una etapa a la Semana Catalana
  - Vencedor de una etapa en la París-Niza
- 1972 
  - 1º en el Premio de Quilan
  - 1º en el Premio de Briare
- 1973
  - 1º en el Premio de Noyans
- 1974 
  - 1º en la Rondo de Seignelay

## Resultados en las grandes vueltas
| Carrera         | 1967 | 1968 | 1969 | 1970 | 1971 | 1972 | 1973 | 1974 |
| --------------- | ---- | ---- | ---- | ---- | ---- | ---- | ---- | ---- |
| Giro de Italia  | -    | -    | -    | -    | -    | -    | -    | -    |
| Tour de Francia | 72.º | Ab.  | 80.º | 72.º | 34.º | 48.º | 78.º | 79.º |
| Vuelta a España | 53.º | -    | -    | -    | -    | -    | -    | -    |